# Iglesia de San Pedro Apóstol (Villademor de la Vega)
La iglesia de San Pedro Apóstol es un templo católico que sirve como iglesia parroquial situado en Villademor de la Vega, en España.
Los documentos históricos señalan que en el siglo x ya había una iglesia consagrada a San Pedro en Villademor de la Vega. El edificio actual fue construido entre los siglos xvi y xvii, conservando partes de edificaciones anteriores. La torre fue probablemente edificada con anterioridad. Al ser una obra que se prolongó durante muchos años, su estilo es ecléctico, con varias influencias arquitectónicas, entre ellas la mudéjar. Por su gran tamaño ha recibido el apelativo de «la catedral de la Vega».

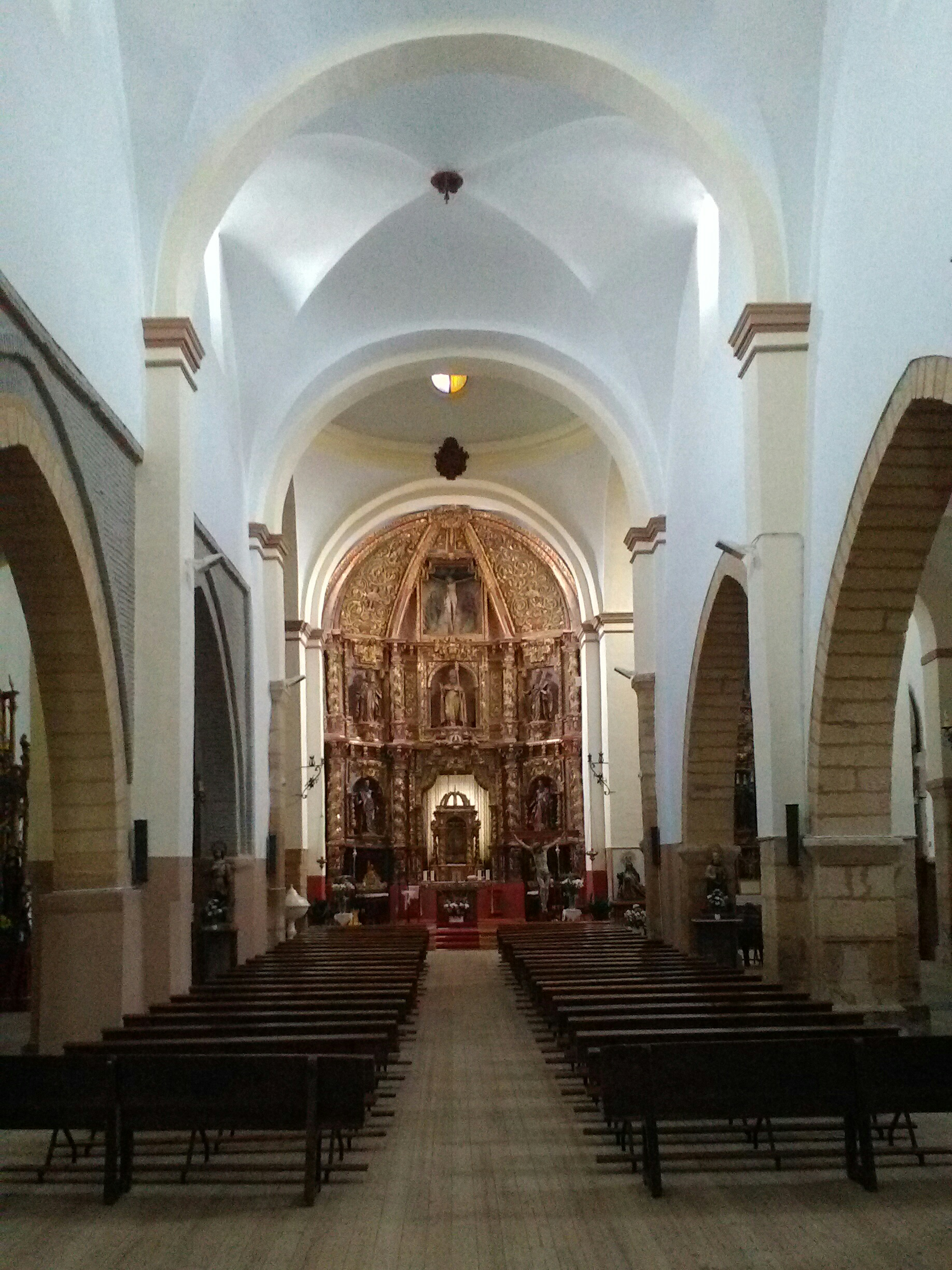
Interior del templo

El edificio principal se compone de tres naves, la central de mayor altura, separadas por arcos fajones de tipo apuntado de piedra y ladrillo, entre los que se intercalan bóvedas con aristas. En el crucero hay una cúpula semiesférica. La cabecera es cuadrada. Según la documentación parroquial los pilares y la bóveda son del siglo xvi y el crucero es del siglo xvii. Cuenta en su fachada principal con un pórtico de fábrica de ladrillo compuesto por cinco arcos de medio punto, coronado el segundo de ellos empezando por la izquierda por un frontón triangular, que es donde se sitúa la entrada principal al templo. Los huecos de los arcos están protegidos por rejería. Tiene contrafuertes de ladrillo a lo largo de las naves, la cabecera y los pies y un pequeño campanario de fábrica de ladrillo para la esquila.

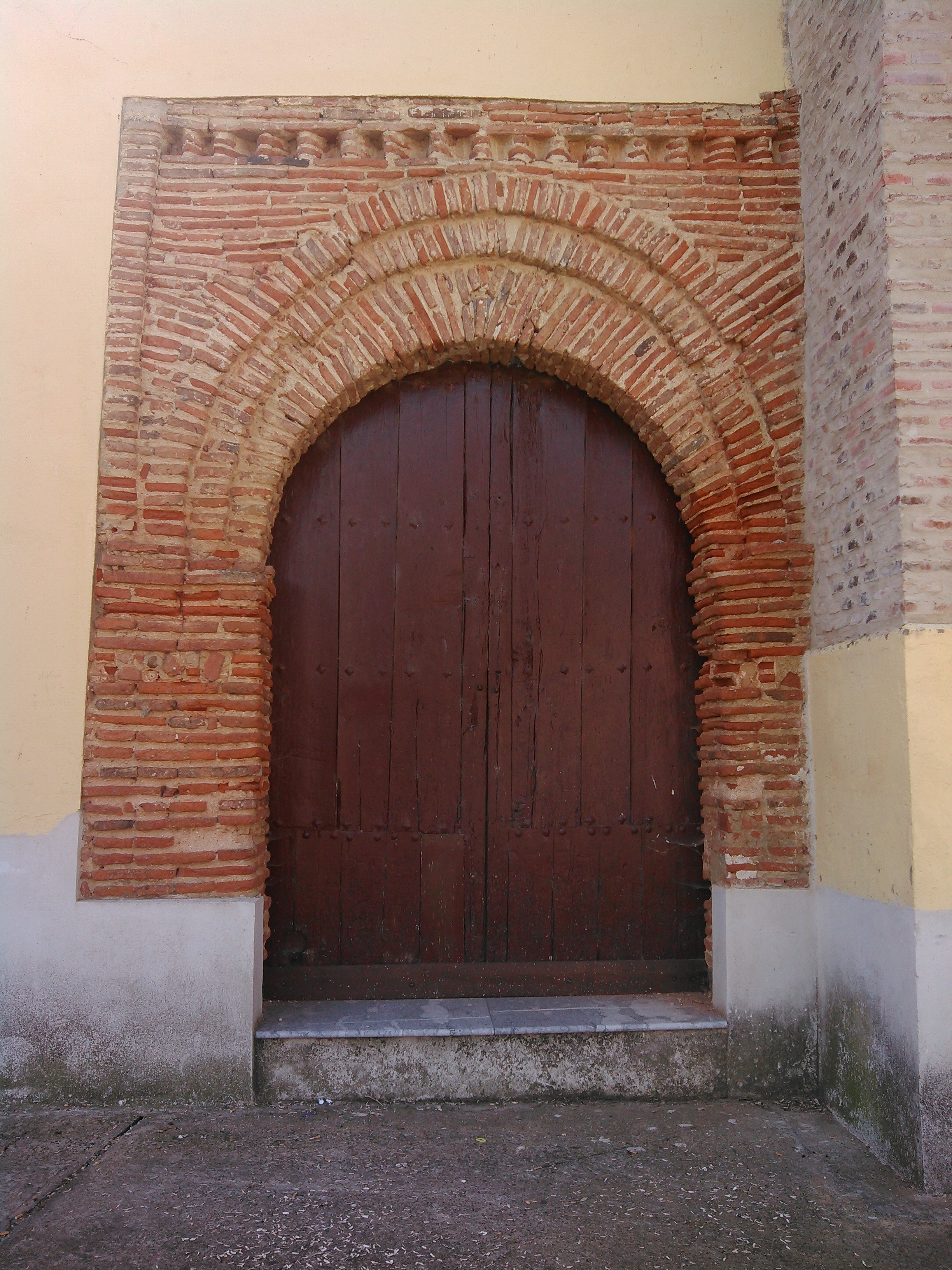
Puerta de la fachada norte

En la fachada norte hay una puerta con un arco de medio punto de ladrillo rematado con frisos de esquinillas.
La torre, de considerable altura, volumen y esbeltez —conocida como «la torre galana»—, es de planta cuadrada y tiene tres cuerpos. El inferior es ciego, fabricado en tapial y ladrillo y rematado por una cornisa. Los otros dos cuerpos corresponden al campanario y son de fábrica de ladrillo con dos y tres huecos respectivamente por cada cara, y están formados por arcos de medio punto doblados, enmarcados y rematados con frisos de esquinillas. En el cuerpo superior hay un reloj —en la actualidad parado— en el hueco central cegado de la cara sur y pueden observarse varios mechinales en las distintas caras. La cubierta es a cuatro aguas de pizarra azul con un chapitel revestido de cerámica. Remata el conjunto una cruz con una veleta en forma de gallo en su parte superior. La disposición de los huecos del campanario y su forma es muy similar a la de algunas torres de la Tierra de Campos como las de Villacreces, Bustillo de Chaves o Villacarralón.
En la sacristía hay diversos cuadros, entre ellos uno dedicado a San Hermenegildo.

## Retablos
En su interior custodia siete retablos barrocos cargados de imágenes y esculturas, tres en la cabecera y los otros cuatro en las naves, dos en cada uno de los laterales:

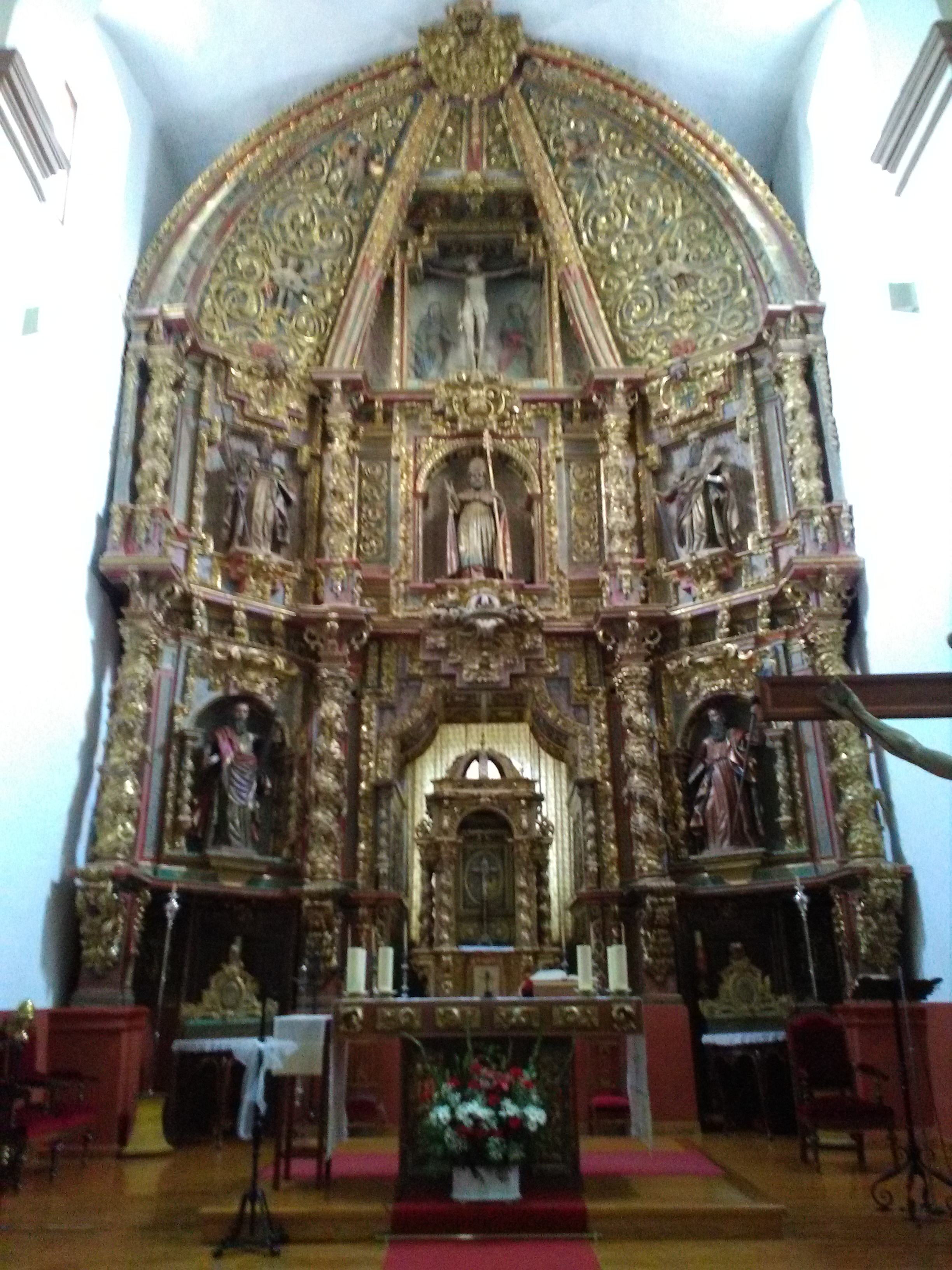
Retablo de la capilla mayor o de San Pedro (s. xvii, barroco churrigueresco)
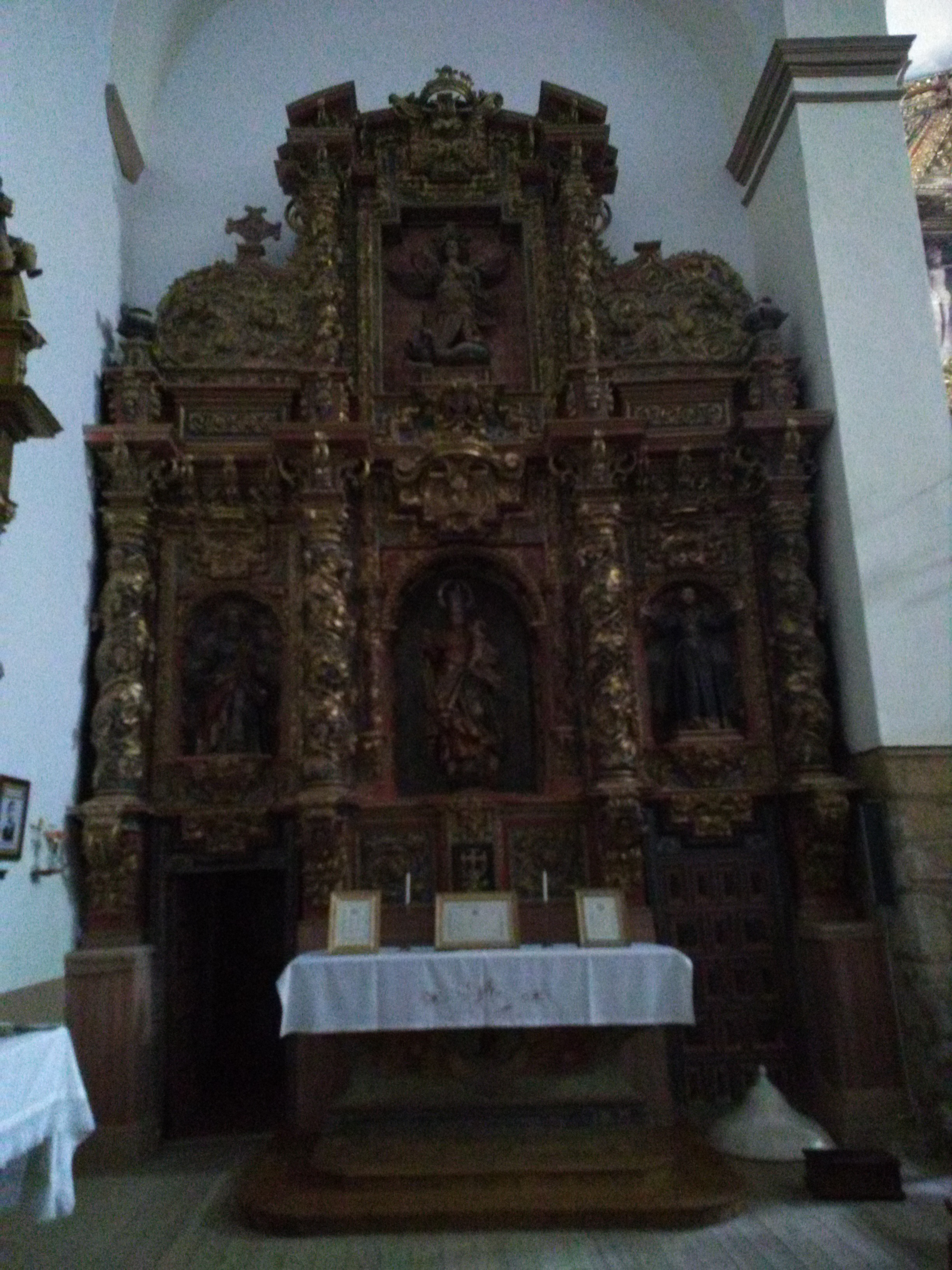
Retablo de la Virgen del Rosario (s. xviii, barroco churrigueresco)
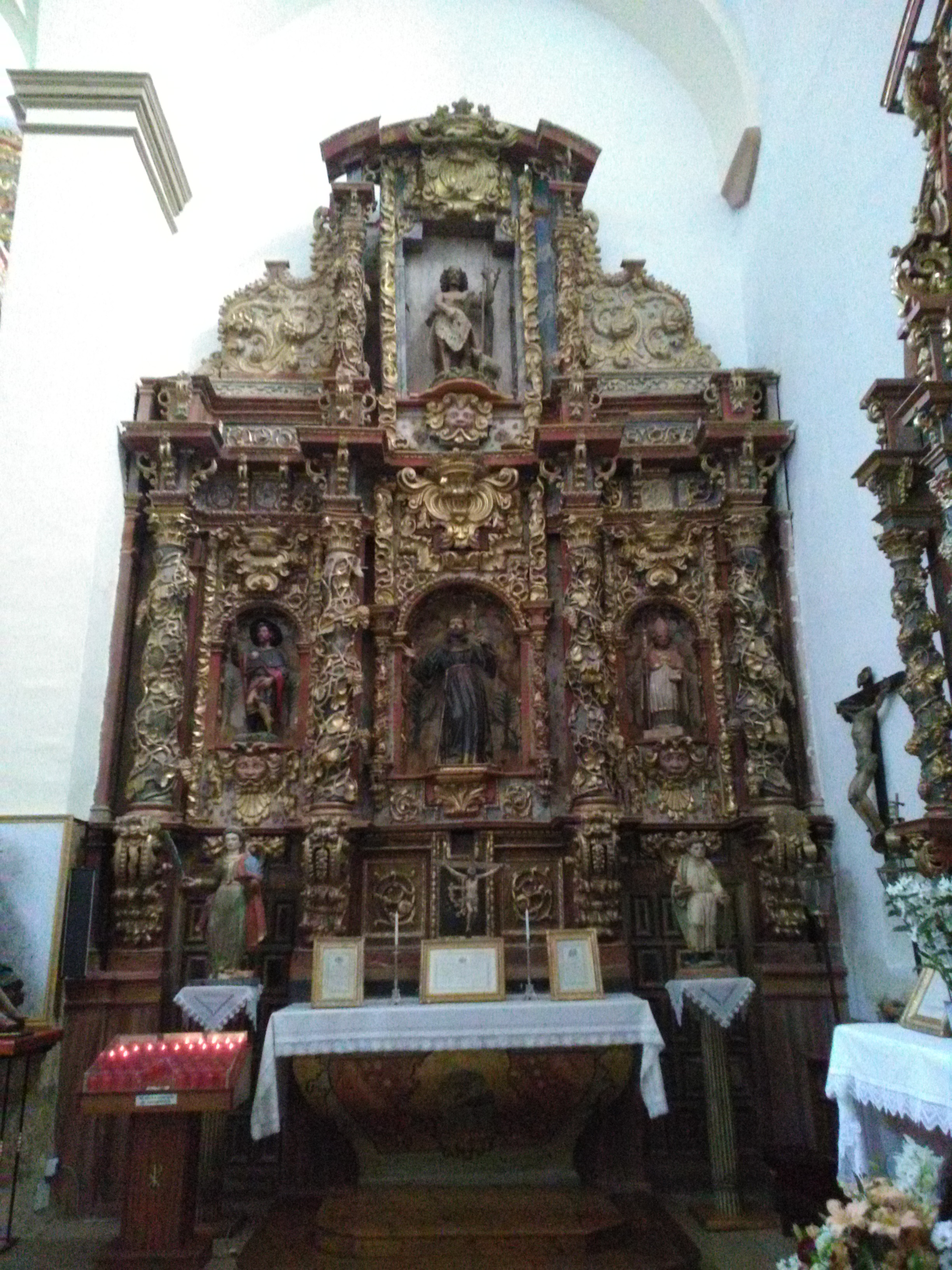
Retablo de San Francisco (barroco churrigueresco)
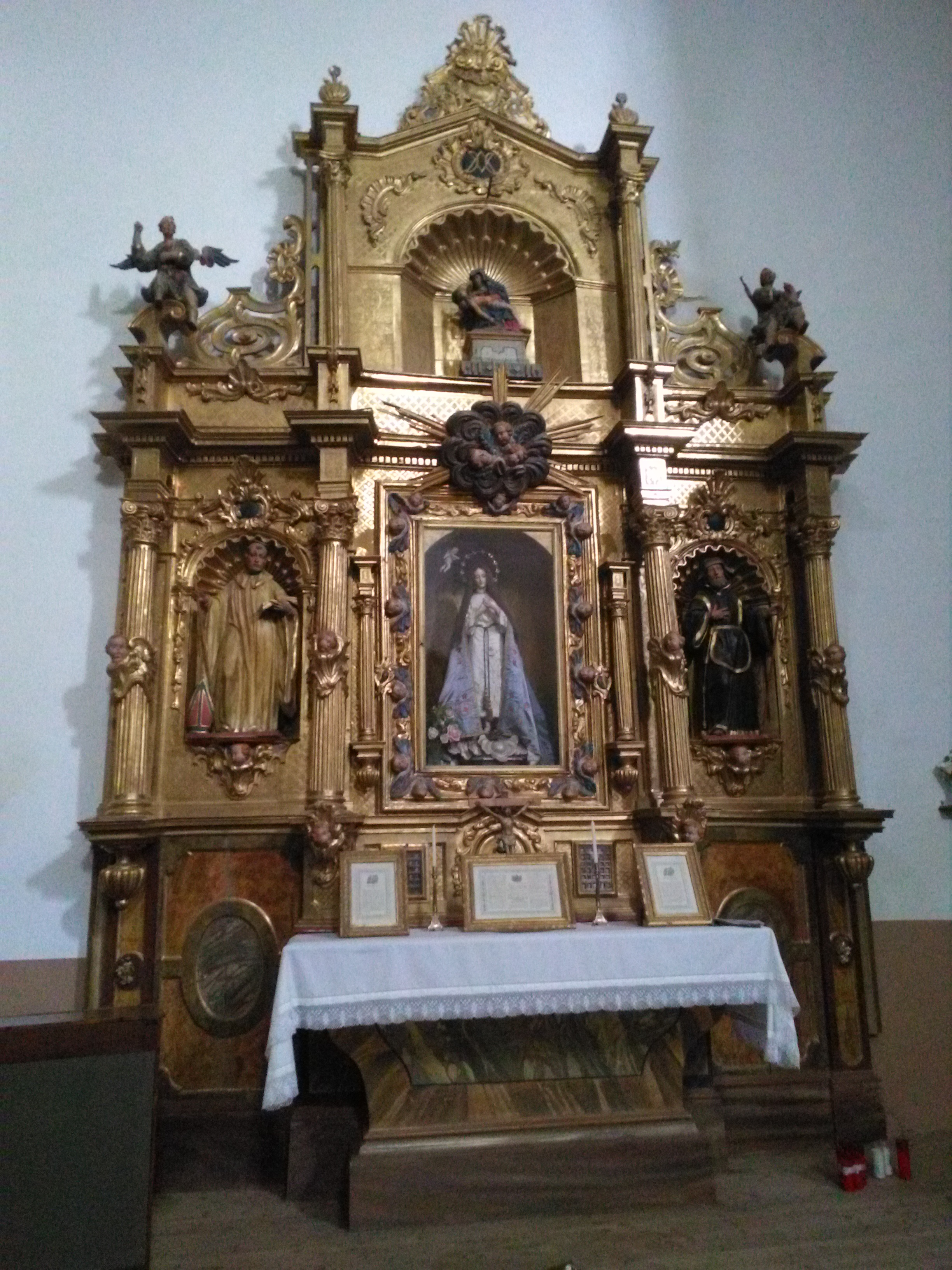
Retablo de la Purísima o de la Piedad (s. xviii, barroco)
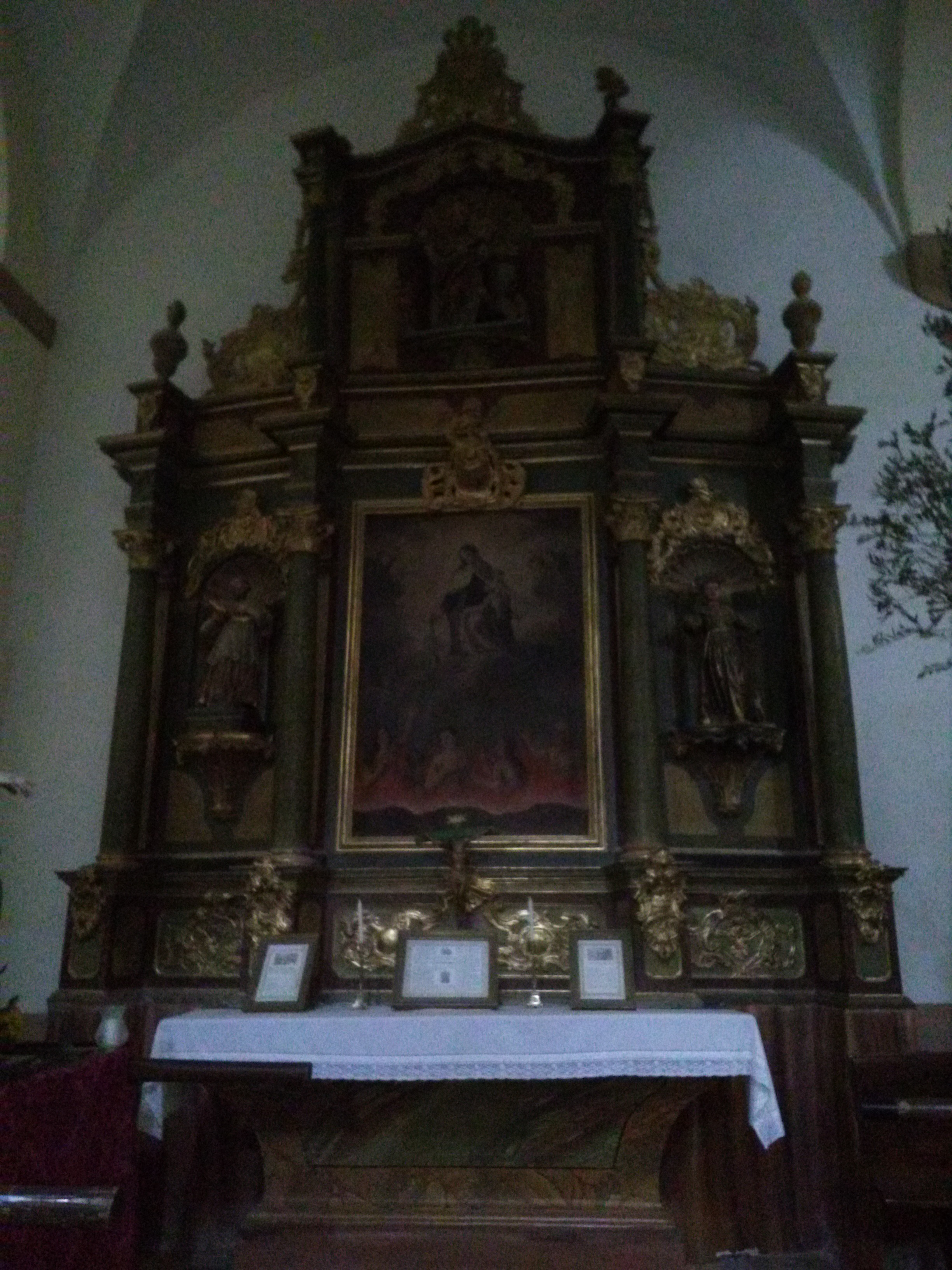
Retablo de las Ánimas o de San Nicolás (s. xviii, barroco)
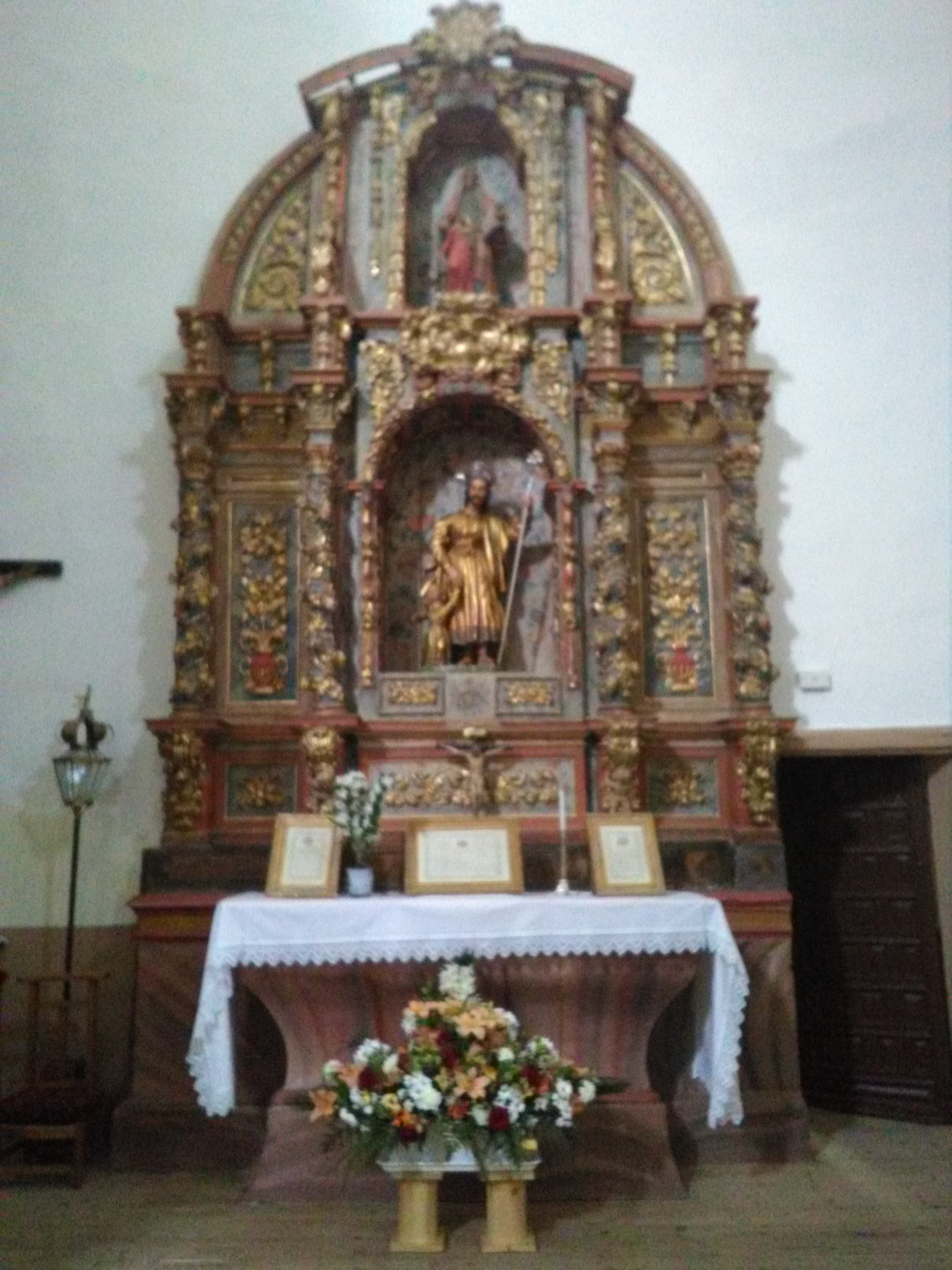
Retablo de San José y Santa Ana (s. xviii, barroco churrigueresco)
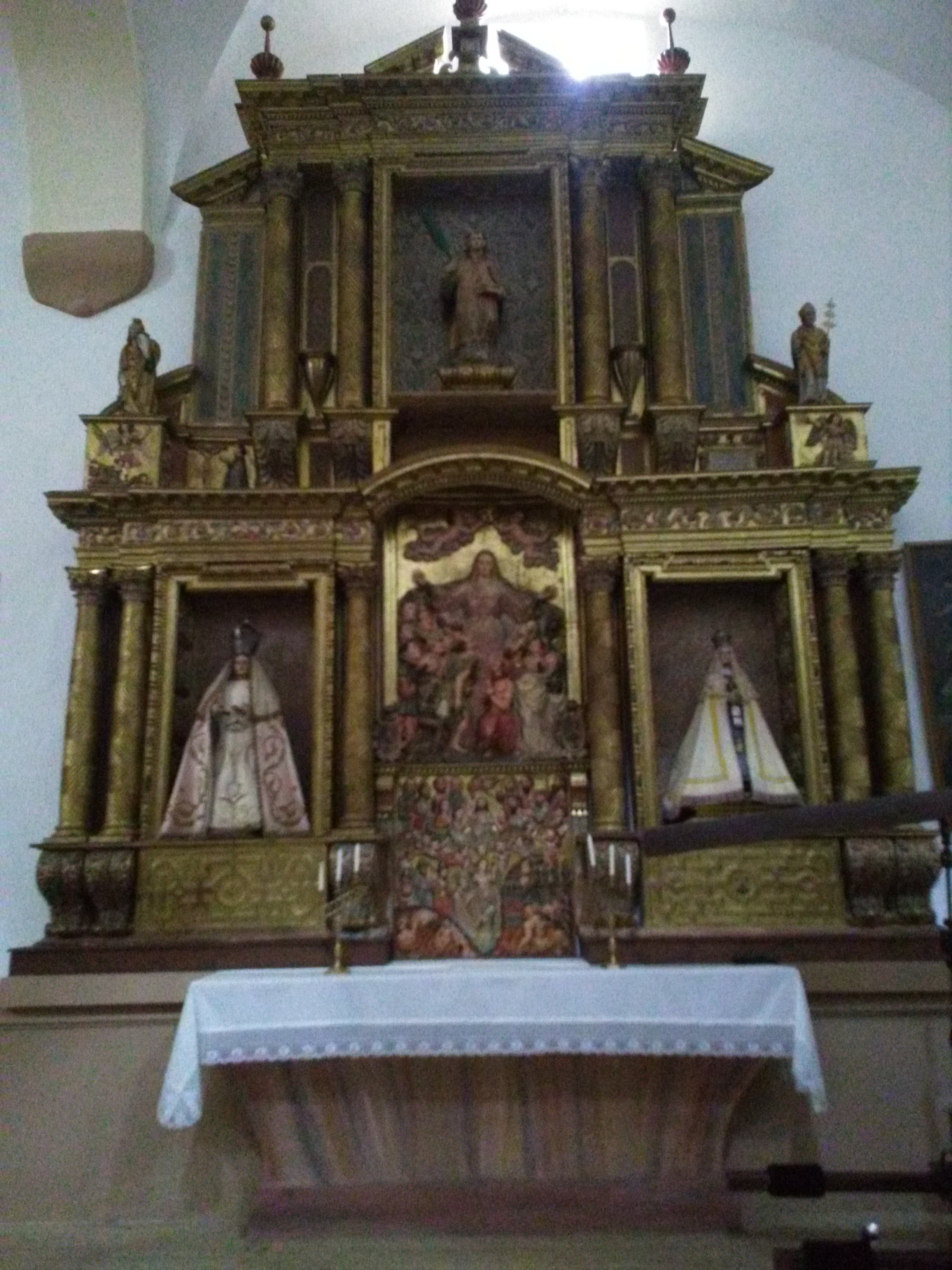
Retablo de la Virgen de la Misericordia (s. xvii, barroco prechurrigueresco)